# Orde van Bohdan Chmelnytsky
De Orde van Bohdan Chmelnytsky (Oekraïens: орден Богдана Хмельницького, Orden Bohdana Chmelnytskoho), is een hoge militaire onderscheiding  van Oekraïne die op 3 mei 1995 onder de toenmalige president Leonid Koetsjma werd ingesteld. De aanleiding was de vijftigste herdenking van de overwinning op Duitsland. Een gelijknamige orde, de Orde van Bogdan Chmelnitski, was een van de militaire onderscheidingen van de Sovjet-Unie.
De orde kan worden verleend aan Oekraïners voor erkenning van uitzonderlijke verdiensten ter bescherming van de soevereiniteit van de staat en de territoriale integriteit, ter versterking van de landsverdediging en de staatsveiligheid.
De orde werd naar Bohdan Chmelnytsky, een vermaard hetman, een leider, van de Kozakken genoemd. Oekraïne hield vast aan de drie oorspronkelijke graden maar koos, anders dan bij een Socialistische orde gebruikelijk was voor een decoratie in de vorm van een rood geëmailleerd kruis.
In plaats van het portret van Bohdan Chmelnytsky, dat de Socialistische orde sierde, wordt het hart van het versiersel gevormd door een abstract symbool, gevormd door de letter 'W' (in wit), ontleend aan het wapen van het Poolse adellijke geslacht Abdank dat Bohdan Chmelnytsky voerde. Het symbool is getooid met een verkort kruis pattée (een zogenaamd Kozakkenkruis).
| Eerste Klasse | Tweede Klasse | Derde Klasse |
| ------------- | ------------- | ------------ |
|               |               |              |
| Baton         |               |              |
|               |               |              |

Orden van Oekraïne

Held van Oekraïne (Gouden Ster · van de Natie)

Vrijheid ·
Vorst Jaroslav de Wijze ·
Verdienste ·
Bohdan Chmelnytsky ·
Helden van de Hemelse Honderd ·
Dapperheid ·
Vorstin Olha ·
Daniel van Galicië ·
Dapper Werk in de Mijnen

Oekraïense presidentiële en militaire onderscheidingen

Kruis voor Militaire Verdienste ·
Ivan Mazepa-Kruis ·
Geëerd Beoefenaar van de Kunsten ·
25 jaar onafhankelijkheid ·
Gouden Hart

Ereteken ·
Medaille voor steun aan de Oekraïense strijdkrachten

Zie ook orden, onderscheidingen en medailles van:

Oekraïne (draagvolgorde) · 
Oekraïense Volksrepubliek (Orde van het IJzeren Kruis) · 
 OekSSR (Rode Vlag van de Arbeid)